# Полихромија
Полихромија је украшавање бојом пластика или материјала који се употребљавани у бојењу зидова или плафона културних споменика и ради се о јединственом покривању једном бојом великих површина или расчлањивању бојеним украшавањем.
Полихромија као украшавање уметничких дела је позната већ у просторима плодног полумесеца да би касније сваки уметник или уметнички правац- стил дао свој допринос у повећању полихромије и естетике доживљавања из датог предмета и чувања његове детеориорације (површинско оштећење).